# Mahmoud El Materi
Pour les articles homonymes, voir Famille Materi.
Mahmoud El Materi ou Mahmoud Materi (arabe : محمود الماطري), né en décembre 1897 à Tunis et mort le 13 décembre 1972 à Tunis, est un nationaliste, médecin et homme politique tunisien. Il est l'un des fondateurs du Néo-Destour dont il est le premier président.

## Biographie

### Jeunesse et vie familiale
Dans ses mémoires, El Materi indique qu'il ne connaît pas sa date de naissance exacte. En effet, puisque sa mère est morte en couches, on délaisse le petit Mahmoud jusqu'à ce qu'on le confie à Baya Ben Jaafar, une proche de la famille. Plus tard, il est recueilli par sa tante Fatouma et son frère aîné Ali, qui l'élève après la mort de son père. Il serait né vers la fin du mois de décembre 1897. Selon l'historien Mounir Charfi, il serait né le 5 décembre 1897.
Issu d'une famille tunisoise d'origine gréco-turque, Mahmoud El Materi est l'enfant de Khadija Ferah, qui meurt en couches, et de Mokthar El Materi, chaouachi et imam à la mosquée El Ksar (hanéfite), qui décède dix mois plus tard. Son grand-père Ahmed était un enseignant hanéfite à l'université Zitouna. Il fréquente le kouttab à partir de l'âge de six ans puis entre à l'école franco-arabe à l'âge de huit ans. Il y obtient son certificat d'études primaires puis son brevet d'arabe. Il poursuit sa scolarité au Collège Sadiki et obtient son diplôme de fin d'études en 1916 puis son baccalauréat avec mention honorable le 12 juillet 1919. C'est à Sadiki qu'il rencontre pour la première fois Habib Bourguiba, plus jeune que lui de quelques années.
Le baccalauréat en poche, il s'inscrit à la fois à la faculté des sciences et à l'école de médecine de Dijon. Ne disposant pas de bourse, ni d'aide familiale, il trouve un emploi comme surveillant d'un lycée puis dans une école de commerce.
Après avoir obtenu sa licence en sciences, il s'inscrit en quatrième année de médecine à Paris où il obtient son doctorat en médecine avec mention très honorable le 6 juillet 1926. Il est le troisième médecin tunisien musulman à être diplômé de la faculté de médecine de Paris et le onzième médecin formé dans une faculté européenne.
Durant son séjour à Dijon, Mahmoud El Materi écrit des articles politiques dans plusieurs journaux dont Le Populaire. À Paris, il est d'abord membre du Parti communiste français, qu'il quitte rapidement pour le Parti socialiste français, et milite pour la Ligue des droits de l'homme et l'Étoile nord-africaine dont il est un membre fondateur. Il collabore alors à plusieurs journaux dont Le Progrès de la Côte-d'Or, Le Rappel socialiste et Le Populaire de Paris. En 1924, il est retrouvé par un vieil ami du Collège Sadiki, Bourguiba ; ils entament ensemble une carrière militante au sein des associations étudiantes réunissant des Tunisiens à Paris.
À l'âge de 28 ans, au début du mois de novembre 1926, il rentre définitivement en Tunisie.
Mahmoud El Materi se marie en 1931 avec Kmar Ben Cheikh Ahmed. Ils ont sept enfants : Cherif, Leila, Faika, Amel, Aziz, Anissa et Samira.

### Médecin
Mahmoud El Materi soutient sa thèse de médecine sur le thème Contribution à l'étude de la souffrance du fœtus au cours du travail et obtient son doctorat avec la mention très honorable en 1926.
La candidature d'El Materi à un poste d'interne à l'hôpital est pourtant refusé par les autorités du protectorat. Il est soupçonné de sentiments anti-français, ayant participé dans sa jeunesse à des réunions nationalistes chez un oncle chaouachi avec ses frères aînés, Ali et Hafiz, sympathisants des Jeunes Tunisiens et travaillant à l'hôpital Sadiki. Il accepte cependant le poste d'assistant bénévole au service du docteur René Broc. Au cours de son expérience d'assistant bénévole à l'hôpital Sadiki, il côtoie d'illustres médecins et chercheurs français comme Charles Nicolle, Ernest Conseil et Gabriel Brun. Dans le même temps, il collabore à plusieurs périodiques nationalistes.
Au mois de mars 1927, El Materi ouvre son propre cabinet de consultation à Bab Menara, tout en continuant d'exercer son travail d'assistant bénévole à l'hôpital Sadiki, l'un des rares du pays à recevoir gratuitement ce qu'on appelle alors les indigènes.
Dans les années 1930, il intervient, avec le docteur Conseil, pour contenir la peste pneumonique qui sévit alors en Tunisie. Ils décident de mettre les malades en quarantaine dans la prison civile, et s'enferment avec eux, afin de les soigner.
C'est à l'instigation d'El Materi que le Croissant-Rouge tunisien est créé le 22 avril 1943, lorsque la Seconde Guerre mondiale atteint la Tunisie, afin de pallier la défection de la Croix-Rouge et assister les victimes des bombardements. Il le fait reconnaître par le Comité international de la Croix-Rouge le 30 septembre 1957, alors qu'il est ministre de la Santé de la Tunisie indépendante.

### Militant nationaliste
El Materi est rejoint à Tunis par Bourguiba qui devient son voisin dans ce qui devient plus tard le musée du mouvement national. Ils fondent ensemble en 1932, avec Bahri Guiga, M'hamed Bourguiba et Ali Bouhajeb, rejoints plus tard par Tahar Sfar, le journal nationaliste L'Action tunisienne. Plus tard, les jeunes membres de la rédaction du journal rejoignent les rangs du Destour, dont certains au sein même de la commission exécutive. Mais de nombreux désaccords sur la politique à suivre et la tiédeur des anciens du parti amènent le groupe à démissionner en septembre 1933 ; le Destour est surtout méfiant à l'égard de la véhémence de Bourguiba et du secret entretenu par Guiga.
En réponse, à l'occasion du congrès de Ksar Hellal tenu le 2 mars 1934, le groupe fonde le Néo-Destour et El Materi est élu comme son premier président. En septembre, il est exilé en même temps que les autres dirigeants du parti durant deux ans dans le Sud tunisien, à Bordj le Bœuf, par le résident général de France en Tunisie, Marcel Peyrouton. Ils vivent dans des conditions très strictes et éprouvantes : ils n'ont pas l'autorisation de voir leur famille et sont parfois séparés les uns des autres mais ils gardent le contrôle indirect du Néo-Destour via Chedly Khairallah, le président par intérim.
Une fois libéré, avec les autres dirigeants du parti, il sillonne le pays pour mobiliser les foules en faveur du programme indépendantiste et réformateur du Néo-Destour. El Materi devient rapidement la véritable figure de proue du parti et fait l'unanimité autour de lui alors que Bourguiba fait encore l'objet d'une certaine méfiance dans le milieu nationaliste tunisien. La modération et la probité morale d'El Materi, couplées avec le talent d'orateur et la fougue de Bourguiba, se complètent et enrichissent le parti et la cause nationale. Lors du congrès de la rue du Tribunal, organisé à Tunis et présidé par El Materi en octobre 1937, le Néo-Destour est déjà un parti national représentant l'ensemble du pays.
Le 13 janvier 1938, El Materi démissionne de son poste de président en raison de désaccords avec Bourguiba quant à la ligne politique à tenir face à la répression et à la vague d'arrestations de militants nationalistes. Malgré sa démission, il tente de désamorcer la crise d'avril 1938. En effet, le Néo-Destour, à travers Bourguiba devenu le nouveau président du parti, appelle à la grève générale et à une manifestation le 8 avril. El Materi prend la tête de l'une des manifestations qui démarre à Bab Jedid, tout proche de son cabinet médical, et finit devant la résidence générale. Voyant que l'on est prêt à tirer sur les manifestants, il tente de calmer ceux-ci par plusieurs discours. Si son action modératrice réussit, les protestations dégénèrent le lendemain lors de l'arrestation d'Ali Belhouane, entraînant une fusillade faisant plusieurs morts et conduisant à des arrestations.

### Ministre
Proche de Moncef Bey, dont il était le médecin particulier, il est nommé ministre de l'Intérieur dans le gouvernement nationaliste de M'hamed Chenik en 1943 ; ce gouvernement ne dure pas du fait de la destitution forcée de Moncef Bey. El Materi fait toutefois partie du second gouvernement Chenik comme ministre de l'Intérieur en 1950 chargé de négocier avec la France les accords préalables pour l'autonomie interne.

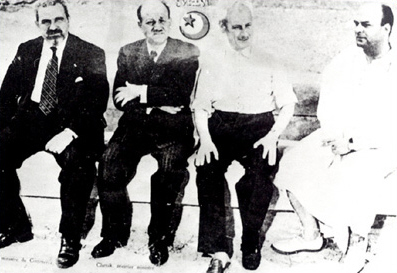
Ministres déportés dans le Sud (de gauche à droite) : Mohamed Salah Mzali, M'hamed Chenik, El Materi et Mohamed Ben Salem.

Il dirige la commission d'enquête chargée de démontrer les crimes coloniaux perpétrés pendant le ratissage du cap Bon en 1952, notamment en compagnie du ministre de la Santé de l'époque, le docteur Mohamed Ben Salem. Lors de la répression de mai 1952, la démonstration de force du nouveau résident général Jean de Hauteclocque force Lamine Bey, menacé de subir le sort de son cousin Moncef Bey, à dissoudre le gouvernement. El Materi est déporté une seconde fois dans l'extrême sud du pays, avec les autres nationalistes du gouvernement dont Chenik, Hamadi Badra, Ben Salem, Mzali et d'autres ; ils rejoignent Bourguiba détenu au même moment. Au lendemain de leur libération, Bourguiba soutient l'action du gouvernement de Tahar Ben Ammar chargé poursuivre les négociations entamées par le gouvernement Chenik et qui mènent vers l'autonomie interne puis l'indépendance. Néanmoins, une fois l'indépendance acquise et la république instaurée, El Materi devient ministre de la Santé publique dans le premier gouvernement formé par Habib Bourguiba le 15 avril 1956, non pas en tant que membre du Néo-Destour mais comme indépendant.
En raison de nouveaux désaccords avec le nouveau président Bourguiba, El Materi démissionne de son poste de ministre. Il reste député et marque nettement son opposition avec Bourguiba lors de débats ou de votes à l'Assemblée nationale. Il quitte la sphère politique mais reste journaliste et se consacre à la médecine comme premier président de l'Ordre des médecins de Tunisie et comme pionnier de l'organisation sanitaire. Bourguiba le décore toutefois du grand-cordon de l'ordre de l'Indépendance. Peu avant sa mort, au début des années 1970, à la suite d'attaques personnelles de Bourguiba sur son passé et l'évocation de ses défections lors de leurs carrières militantes, El Materi publie dans la presse tunisienne deux lettres ouvertes où il répond aux accusations de Bourguiba en justifiant son refus de la violence et de la stigmatisation des foules, notamment lors des événements du 9 avril 1938. L'ascendant moral d'El Materi permet à cet évènement d'être l'une des seules critiques publiques du pouvoir sous la présidence Bourguiba. Malgré ces attaques, El Materi dit continuer à considérer le président comme un ancien ami. À sa mort, le 13 décembre 1972, il est inhumé à la tourba des El Materi au cimetière du Djellaz.

## Publications
- Mahmoud El Materi, Mahmoud El Materi : itinéraire d'un militant (1926-1942), Tunis, Cérès, 1992, 268 p. (ISBN 978-9973700681).

## Distinctions
- Grand cordon de l'Ordre tunisien de l'Indépendance[3].